# Fort James (Ghana)
Pour les articles homonymes, voir Fort James.
Le Fort James est un ancien comptoir colonial fortifié situé à Accra, au Ghana. Il fut un important lieu de la traite négrière sur la côte de l'Or, et fait partie depuis 1979 des forts de la côte ghanéenne inscrits sur la liste du patrimoine mondial de l'Unesco.

## Historique

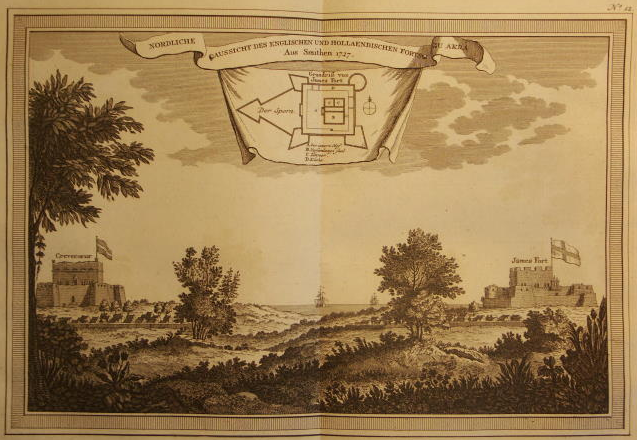
À gauche, Fort Crèvecœur, et à cœur droite, Fort James.

Le fort a été construit en 1673 par la Royal African Company of England comme un poste de traite pour l'or et les esclaves. Il est situé à proximité du fort néerlandais Crêvecœur, et le fort danois Christiansborg.
Le fort tient son nom de Jacques Stuart (en anglais James Stuart), duc d'York, qui deviendra plus tard Jacques II, roi d'Angleterre et d'Écosse, et qui fut gouverneur de la Royal African Company au moment de sa construction.
Le fort a servi de prison jusqu'en 2008. C'est notamment là qu'en 1950 et 1951, a été emprisonné par les Anglais Kwame Nkrumah, futur premier président du Ghana indépendant.

## Galerie

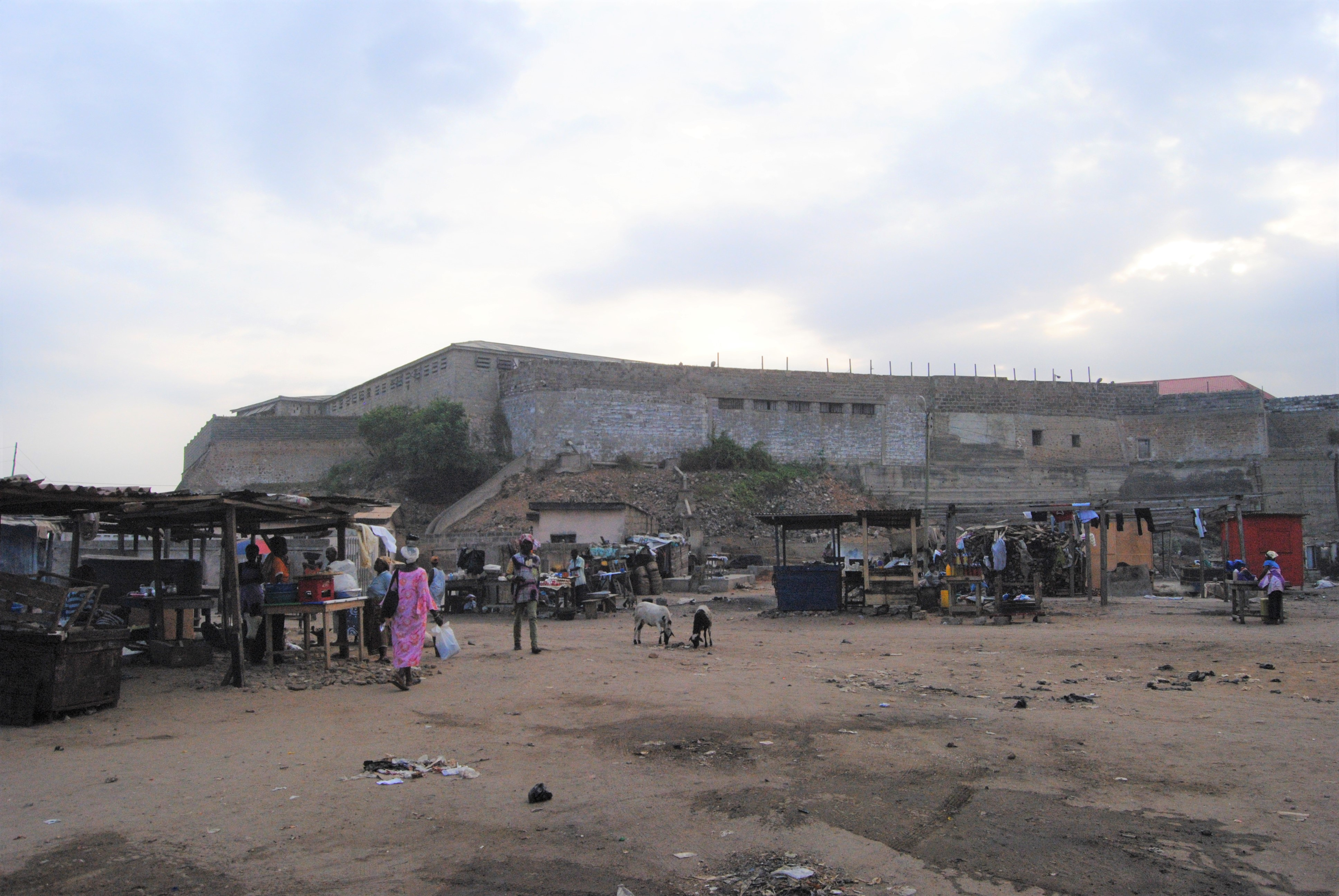
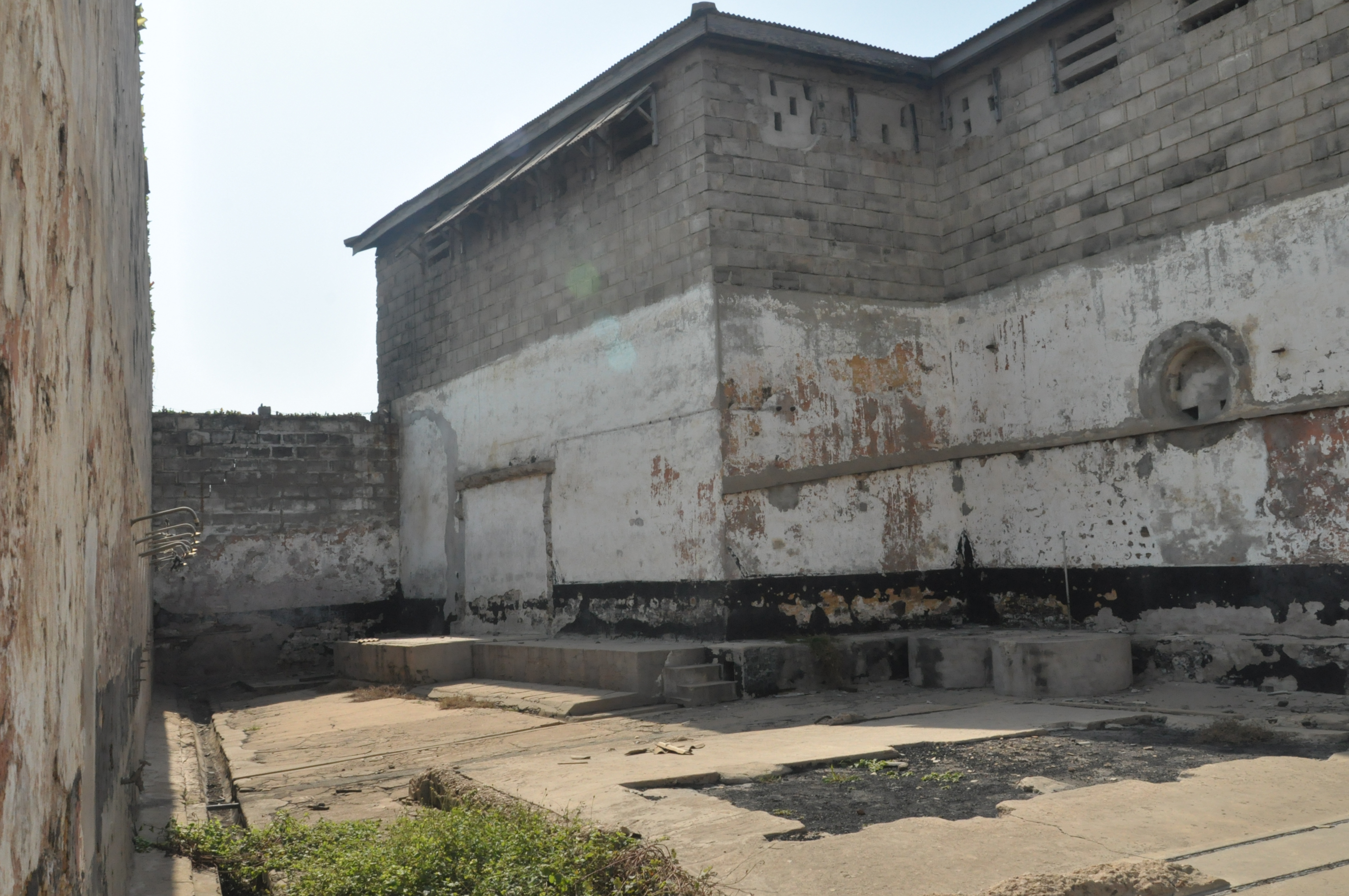
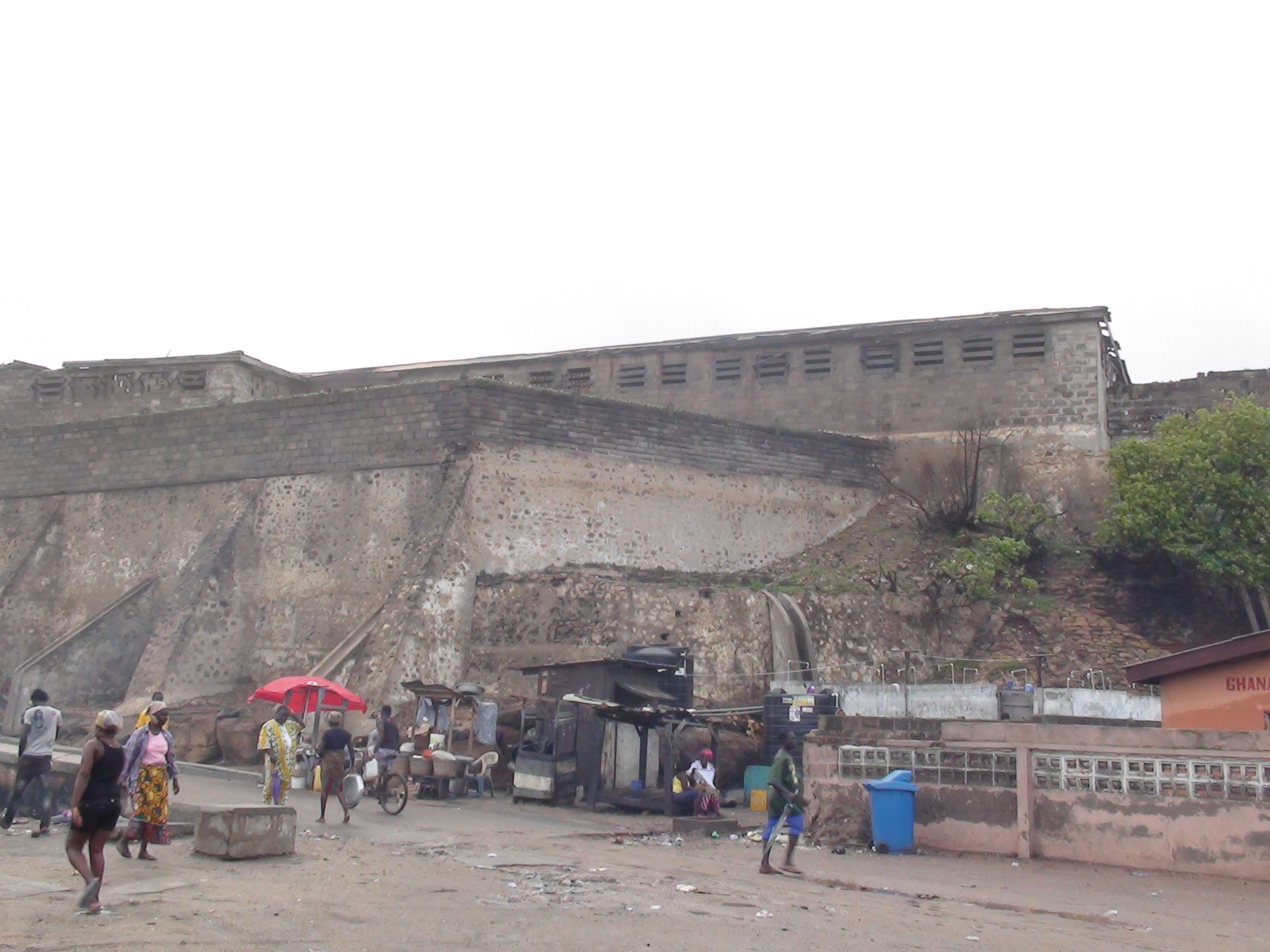
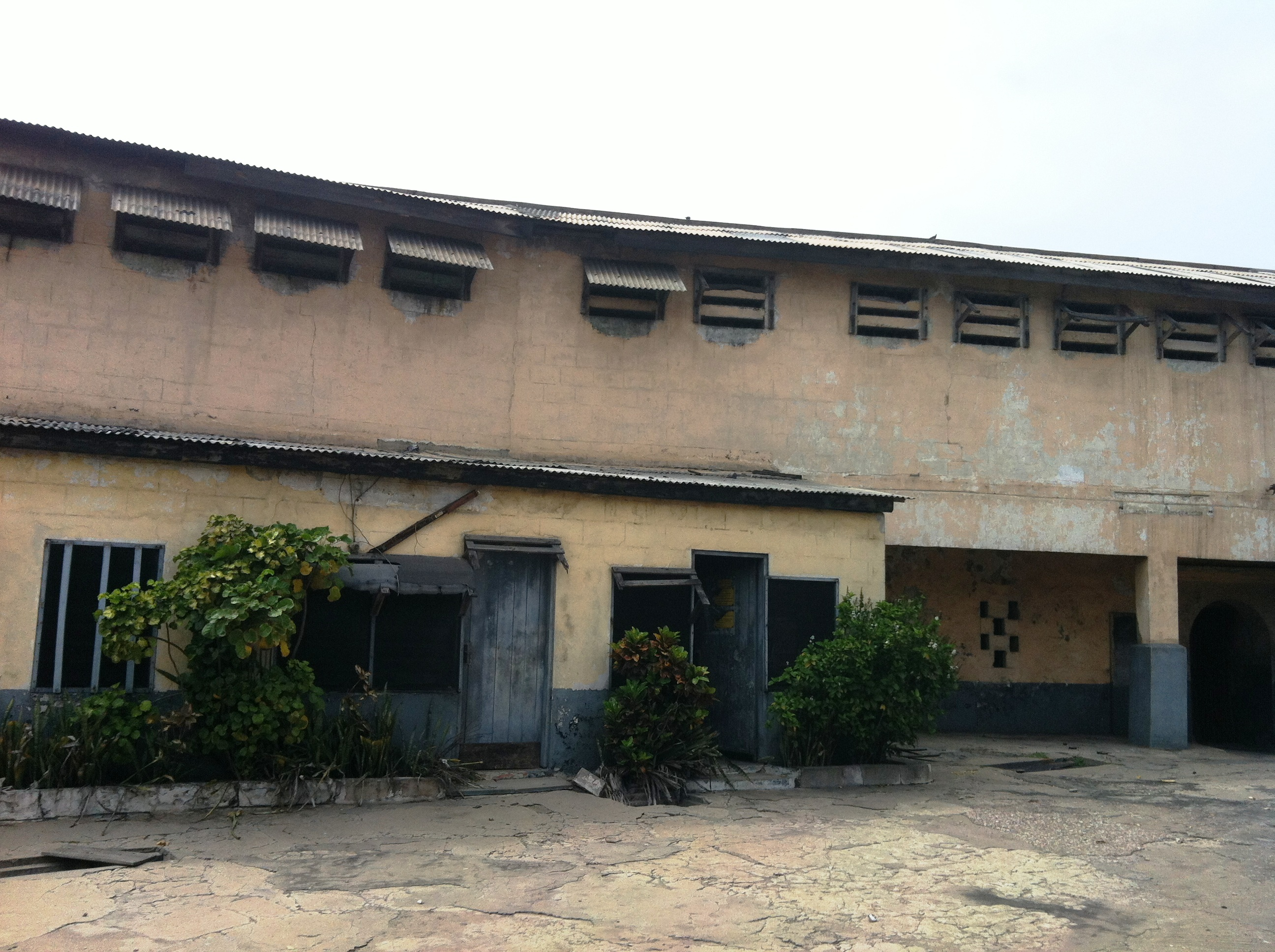
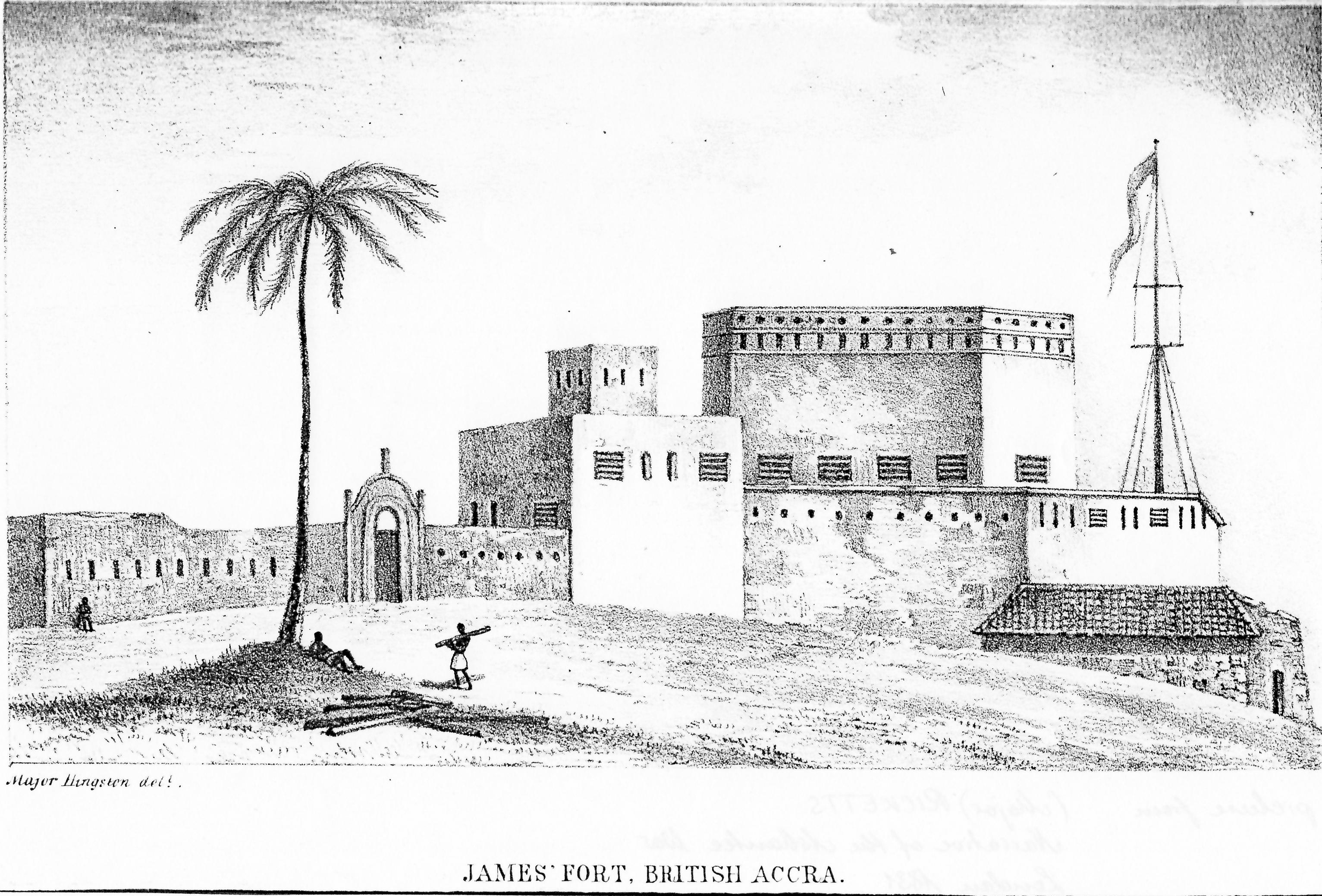
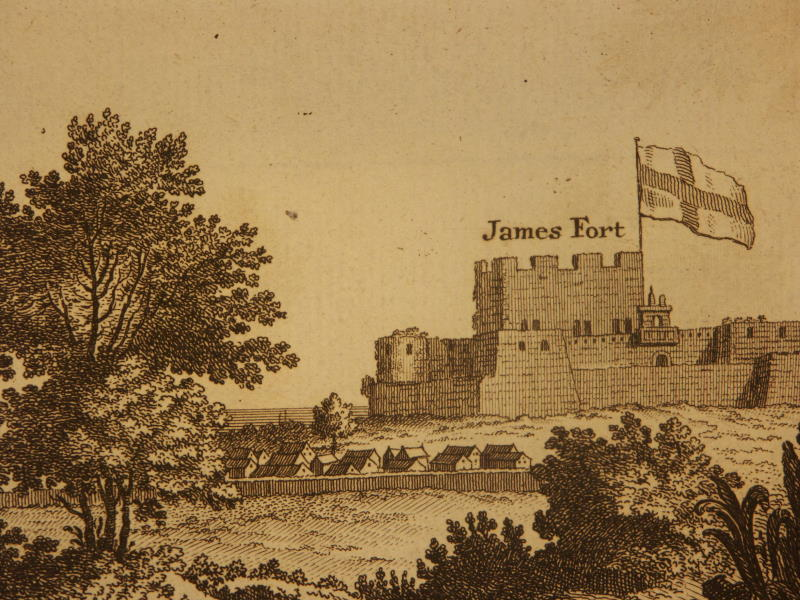
Le fort anglais au milieu du XVIIIe siècle.